# Classement des régions chiliennes
Classement des régions chiliennes en 2008.

## Classement des régions GDP (PPP) per capita
régions chiliennes selon le classement 2008 Produit intérieur brut per capita en parité de pouvoir d'achat en  dollar américains de 2008.
| Région                                      | GDP (PPP) per capita | Pays comparable  |
| ------------------------------------------- | -------------------- | ---------------- |
| Région d'Arica et Parinacota + Tarapacá     | 17,669               | Pologne          |
| Région d'Antofagasta                        | 27,090               | Nouvelle-Zélande |
| Région d'Atacama                            | 16,056               | Lituanie         |
| Région de Coquimbo                          | 8,117                | Tunisie          |
| Région de Valparaíso                        | 11,222               | Iran             |
| Santiago                                    | 15,666               | Russie           |
| Région d'O'Higgins                          | 10,055               | Dominique        |
| Région du Maule                             | 8,353                | Suriname         |
| Biobío                                      | 10,867               | Grenade          |
| Région d'Araucanie                          | 6,176                | Angola           |
| Région des Los Ríos + Los Lagos             | 9,030                | Colombie         |
| Aisén del General Carlos Ibáñez del Campo   | 14,751               | Argentine        |
| Région de Magallanes et Antarctique chilien | 19,145               | Hongrie          |
| Chili                                       | 14,585               | Lettonie         |

### Sources
- Banque Centrale du Chili (Chili GDP régional de 2008 et GDP national de 2008 en prix de 2003 et GDP national de 2008), statistique national du bureau (Chile's 2008 population), IMF's World Economic Outlook database-April 2010 (Chile's implied PPP conversion rate, GDP (PPP) per capita for world countries).

Notes: Le GDP national a été converti au prix de 2008 en divisant le GDP national de "2008  GDP au prix de 2003" et multiplié par le " GDP 2008 national au prix de 2008 ". Pour obtenir le  GDP régional (PPP) per capita, le GDP au prix de 2008 a été divisé par la population recensée au  30 juin 2008 et le résultat divisé par  the implied PPP conversion taux de 2008. To obtain the National GDP (PPP) per capita, the 2008 National GDP in 2008 prices was divided by the total country population as of June 30, 2008 and the result divided by the implied PPP conversion rate for 2008. The aggregate Regional GDP is less than the National GDP because it does not include Extra-regio GDP, VAT taxes and import duties.